# سيرفاريكس (لقاح)
لقاح سيرفاريكس أو Cervarix هو لقاح ضد أنماط معينة من فيروس الورم الحليمي البشري (HPV) المسبب للسرطان.
صُمم لقاح سيرفاريكس للوقاية من الإصابة بفيروس الورم الحليمي البشري من النوعين 16 و18، المسؤولان عن حوالي 70% من حالات سرطان عنق الرحم. كما تسبب هذه الأنواع أيضًا معظم أنواع السرطانات التي تصيب كل من الأعضاء التناسلية والرأس والعنق التي يسببها فيروس الورم الحليمي البشري. كما أظهرت التجارب والفحوص السريرية بعض التفاعلية المتصالبة ضد سلالتي الفيروس 45 و31. يحتوي لقاح سيرفاريكس على مادة AS04، وهي مادة مساعدة خاصة تم اكتشاف أنها تعزز استجابة الجهاز المناعي لفترة أطول من الوقت.
يتم تصنيع سيرفاريكس من قبل شركة جلاكسو سميث كلاين. وهناك منتج بديل، من شركة ميرك وشركاه، يُعرف بالاسم التجاري غارداسيل.
تم سحب لقاح سيرفاريكس طواعية من السوق في الولايات المتحدة في عام 2016 بسبب انخفاض الطلب.

## الاستخدام الطبي
فيروس الورم الحليمي البشري هو نوع من أنواع الفيروسات، يتسم بكونه ينتقل عادةً عن طريق الاتصال الجنسي، ويمكن أن يسبب سرطان عنق الرحم لدى نسبة صغيرة من النساء المصابات بالعدوى في الأعضاء التناسلية. ويعتبر لقاح سيرفاريكس من اللقاحات الوقائية لفيروس الورم الحليمي البشري، وليس ذو خصائص علاجيَّة استشفائيَّة.
وتعدُّ المناعة المكتسبة ضد فيروس الورم الحليمي البشري محصورة بأنواع محددة، لذلك فإنَّ الفعالية الوقائية الخاصة بلقاح سيرفاريكس لن تمنع العدوى تجاه أنواع الفيروس المسببة لسرطان عنق الرحم غير النوعين 16_ 18 وبعض الأنواع الأخرى ذات الصلة، وبناءً على ذلك يوصي الخبراء بإجراء مسحات عنق الرحم الروتينية حتى للنساء اللاتي تم تطعيمهنّ باللقاح.
يُوصى أيضاً باستخدام لقاح سيرفاريكس للوقاية من الأمراض التالية التي يسببها فيروس الورم الحليمي البشري من النوعين 16_18 المسبب للأورام: سرطان عنق الرحم، و خلل التنسج العنقي من الدرجة 2 أو أسوأ، والسرطانات التي تصيب النسج الغدية إضافةً إلى الدرجة 1 من سرطان عنق الرحم.
تمت الموافقة على استخدام لقاح سيرفاريكس للإناث من سن 10 سنوات حتى 25 سنة وذلك ضمن الولايات المتحدة الأمريكية، بينما في بعض البلدان الأخرى لا يمكن إجراء التطعيم للنساء اللواتي لم تصل أعمارهن إلى سن الخامسة والأربعين. وبحلول شهر سبتمبر من عام 2009، ثبتت فعالية لقاح سيرفاريكس بفترة تقدر ما بين الثلاث إلى سبع سنوات من لحظة أخذ اللقاح.

### الخطة التشغيلية للتطعيم[10]
يتكون التطعيم بلقاح سيرفاريكس من 3 جرعات سعة كل منها 0.5 مل، ويتم إجراء التطعيم بطريقة الحقن العضلي وفقاً للجدول الزمني التالي:
- الجرعة الأولى.
- الجرعة الثانية: بعد شهر من الأولى
- الجرعة الثالثة: بعد ستة أشهر من الثانية.[1]
- الموقع المفضل للحقن العضلي هو في العضلة الدالية الموجودة إلى الأعلى من العضد.
- يتوفر لقاح سيرفاريكس في قوارير سعة 0.5 ملل للجرعة الواحدة ومحاقن TIP-LOK المعبأة مسبقًا.[7]

### محدودية الفعالية
لا يوفر لقاح سيرفاريكس الحماية من جميع أنواع فيروس الورم الحليمي البشري، ولا من الأمراض التي سبق أن تعرضت لها المرأة من خلال النشاط الجنسي، وقد لا تتوفر الحماية لجميع المتلقيات. لذلك يُنصح النساء بمواصلة الالتزام بإجراءات المسح الروتينية للكشف المبكر عن سرطان عنق الرحم.

## الأثار الجانبية
الأثار الجانبية الموضعيَّة أي في موضع الحقن: توزعت لدى أكثر من 20% لآخذين للقاح ما بين ألم واحمرار وتورم في موضع الحقن.
بينما كانت الأعراض الجانبية الجهازيّة العامة الأكثر شيوعًا لدى ما يزيد عن 20% من المرضى هي التعب والصداع وآلام العضلات (ألم عضلي) وأعراض الجهاز الهضمي وآلام المفاصل.

## مكونات اللقاح
المكونات الفعَّالة في اللقاح تشمل:
- بروتين L1 الخاص بفيروس الورم الحليمي البشري من النوع 16 بنسبة تقدر بـ 20 ميكروغرامًا.
- بروتين L1 الخاص بفيروس الورم الحليمي البشري من النوع 18 بنسبة تقدر بـ 20 ميكروغراماً.
- المعزز المناعي AS04 التي تحتوي على: 3-O-desacyl-4'- أحادي الفوسفوريل ليبيد أ (MPL) 50 ميكروغرام ممتز على هيدروكسيد الألومنيوم، مائي (Al(OH)3) 0.5 ملليغرام من الألومنيوم 3+ في الحصيلة.[7][11]

### التقنية الحيوية
يتم إنشاء لقاح سيرفاريكس باستخدام بروتين L1 من القفيصة الفيروسية. يكون بروتين L1 على شكل جسيمات شبيهة بالفيروسات غير معدية (VLPs) يتم إنتاجها بواسطة تقنية الحمض النووي المؤتلف باستخدام نظام تعبير فيروسات باكولوفوس الذي يستخدم خلايا ريكس 4446 عالية الجودة المشتقة من حشرة تريكوبلوسيا ني (Trichoplusia ni). لا يحتوي اللقاح على فيروس حي ولا يحتوي على حمض نووي أيضاً وبالتالي لا يمكن أن يصيب المريض بالعدوى.

## التاريخ
بدأت النتائج البحثية التي كانت رائدة في تطوير اللقاح في عام 1991 من قبل باحثي جامعة كوينزلاند جيان تشو وإيان فريزر في أستراليا. وجد الباحثون في جامعة كوينزلاند طريقة لتكوين جسيمات شبيهة بالفيروسات غير المعدية (VLP)، والتي يمكن أن تنشط بقوة الجهاز المناعي. وفي وقت لاحق، تم تطوير الشكل النهائي للقاح بالتوازي، ما بين الباحثين في المركز الطبي بجامعة جورج تاون وجامعة روتشستر وجامعة كوينزلاند في أستراليا والمعهد الوطني الأمريكي للسرطان.

### التجارب السريرية
أُجريت تجارب المرحلة الثالثة، وشملت أكثر من 18,000 امرأة من 14 دولة في آسيا والمحيط الهادئ وأوروبا وأمريكا اللاتينية وأمريكا الشمالية.
اعتبارًا من عام 2009، كانت الشركة المصنعة تجري تجربة لمقارنة مناعة وسلامة لقاح سيرفاريكس مع غارداسيل. أظهرت الدراسات اللاحقة أن لقاح سيرفاريكس ولّد مستويات أجسام مضادة أعلى من غارداسيل، وهو لقاح فيروس الورم الحليمي البشري الآخر المتاح تجاريًا.

## المجتمع والثقافة

### الوضع القانوني
- أستراليا: حصل لقاح سيرفاريكس على الموافقة في مايو 2007 في أستراليا للنساء اللاتي تتراوح أعمارهن بين 10 و45 عامًا.[8]
- الفلبين: في 25 أغسطس 2007، أطلقت شركة جلاكسو سميث كلاين لقاح سيرفاريكس في الفلبين بعد موافقة المكتب المحلي للأغذية والأدوية.[16]
- الاتحاد الأوروبي: تمت الموافقة على سيرفاريكس في سبتمبر 2007.[17]
- الولايات المتحدة الأمريكية: وافقت إدارة الغذاء والدواء الأمريكية على لقاح سيرفاريكس في 16 أكتوبر 2009. في 29 مارس 2007، قدمت شركة جلاكسو سميث كلاين طلب ترخيص بيولوجي (BLA) للقاح سيرفاريكس (لقاح فيروس الورم الحليمي البشري، لقاح AS04 المساعد الممتص)، إلى إدارة الغذاء والدواء الأمريكية (FDA) والذي تضمن بيانات من التجارب السريرية على ما يقرب من 30,000 أنثى تتراوح أعمارهن بين 10 و55 سنة، ويحتوي على بيانات من أكبر تجربة فعالية للقاح سرطان عنق الرحم في المرحلة الثالثة حتى ذلك التاريخ. كانت جلاكسو سميث كلاين تنتظر نتائج تجارب أخرى لتقديمها إلى إدارة الغذاء والدواء الأمريكية. ولم يكن من المتوقع الحصول على الموافقة قبل أواخر عام 2009.[18]
- في المملكة المتحدة: تم إدراجه في برنامج التطعيم الوطني للفتيات المراهقات وما قبل المراهقة اللاتي تتراوح أعمارهن بين 12-13 و17-18 عامًا في الفترة من سبتمبر 2008 إلى أغسطس 2012. تسبب هذا الأمر في بعض الجدل حيث تم اختيار سيرفاريكس بدلًا من غارداسيل، على الرغم من أن غارداسيل يحمي من نوعي فيروس الورم الحليمي البشري الإضافيين 6 و11 (اللذين يسببان الثآليل التناسلية). ومع ذلك، فإن فعالية سيرفاريكس أعلى.[19]

## روابط خارجية
”لقاحات فيروس الورم الحليمي البشري (HPV)“ المعهد الوطني للسرطان. 18 يونيو 2021.